# Club Melilla Baloncesto
Club Melilla Baloncesto ist ein spanischer Basketballverein aus Melilla. Er spielt seit seiner Gründung ununterbrochen in der zweiten spanischen Basketball-Liga.

## Geschichte
Der Verein wurde 1991 gegründet und startete in der zweithöchsten spanischen Basketball-Liga. Die ersten Jahre kämpfte der Klub stets gegen den Abstieg, was sich aber bis Ende der 1990er Jahre änderte. In dieser Zeit wurden regelmäßig die Play-offs um den Aufstieg in die Liga ACB erreicht. Am weitesten kam man dabei in der Saison 1998/99, als Melilla die für den Aufstieg entscheidende Halbfinalserie erreichte, diese jedoch gegen CB Breogán verlor. Kurz zuvor gewann man den Pokal für Zweitligisten, den Copa Principe de Asturias, den das Team 2001 erneut gewann. Zwischen 2003 und 2008 erreichte der Klub nicht mehr die Play-offs.
In der Saison 2008/09 kam das Team nach 1999 das zweite Mal unter die letzten vier in den Play-offs. Der mittlerweile geänderte Modus sah ein Final Four um den Aufstieg vor, dessen Sieger aufstieg. Während das Halbfinale knapp gegen Tenerife CB gewonnen wurde, verlor die Mannschaft das entscheidende Spiel gegen CB Lucentum Alicante mit 66:72. Im Jahr darauf wurde der Copa Prinicipe de Asturias ein drittes Mal gewonnen. Die Hauptrunde der Saison 2011/12 schloss Melilla als Fünfter ab. Etwas überraschend erreichte die Mannschaft das Endspiel um den Aufstieg. Die Best-of-5-Serie ging mit 1:3 gegen Menorca Bàsquet verloren. Damit spielt der Verein mit der Saison 2012/13 die 22. Spielzeit in Folge in der zweithöchsten Liga.

## Halle
Der Verein trägt seine Heimspiele im 3.800 Plätze umfassenden Pabellón Javier Imbroda Ortiz aus.

## Erfolge
- 3× Sieger des Copa Príncipe de Asturias (1999, 2001, 2010)